# Математико-механический факультет Санкт-Петербургского государственного университета
Матема́тико-механи́ческий факульте́т Санкт-Петербу́ргского госуда́рственного университе́та — учебно-научный центр в сфере математики, механики, астрономии и информатики.

## Предыстория
В 1701 году царь Пётр I издал указ об основании школы математических и навигационных наук. В 1724 году были основаны Академия Наук, Академический университет и Академическая гимназия. Это было началом создания знаменитой Петербургской математической школы. При основании Петербургского университета в 1819 году на математическом отделении физико-математического факультета были созданы четыре кафедры: чистой математики, прикладной математики, астрономии и физики. Постепенно разрастаясь, отделение просуществовало более ста лет. В 1930 году физико-математический факультет уже представлял собой довольно формальное объединение независимых отделений: математического, механического, астрономо-геодезического, физического и географического (в 1929-1930 году из него уже выделились химический и биологический факультеты). В 1931 году факультеты университета были упразднены и образованы сектора: математики и механики, физики, геофизики, почвоведения и ботаники, физиологии, зоологии. В 1932–33 гг. сектора снова были преобразованы в факультеты: математико-механический, физический, биологический, геолого-почвенно-географический, химический.

## История
Первым деканом математико-механического факультета (точнее, заведующей одноимённым сектором) в 1931 году была избрана аспирантка Г. М. Фихтенгольца О. А. Белоглавек. В 1933 году деканом стал
М. Ф. Субботин, возглавлявший факультет до Великой Отечественной войны.
В феврале 1942 года был арестован и репрессирован только что назначенный деканом профессор Н. В. Розе.
В 1945 году факультету предоставлены помещения бывших Бестужевских курсов (10-й линия, 33). Филиал факультета находился на 14-й линии Васильевского острова, дом 29.
В 1957 году при факультете организован Вычислительный центр.
В 1979 году факультет переехал в Петродворцовый учебно-научный комплекс в пригороде Петербурга Петродворцовом районе (Петергофе).
Длительное время, до реорганизации 2011 года, в состав факультета входили научные учреждения — НИИ математики и механики имени В. И. Смирнова, Астрономический институт им. В. В. Соболева, НИИ информационных технологий.
В 2019 году от математико-механического факультета отделился факультет математики и компьютерных наук вместе со зданием на 14-й линии Васильевского острова.

## Кафедры
В структуру факультета входят 22 кафедры, а также одна межфакультетская кафедра, аспирантура и докторантура, учебно-исследовательская лаборатория Intel, 9 обслуживающих отделов, научная библиотека, архив и научный центр «Динамика». По состоянию на 15 октября 2009 года на факультете работали 378 преподавателей, из них 126 профессоров и 178 доцентов.

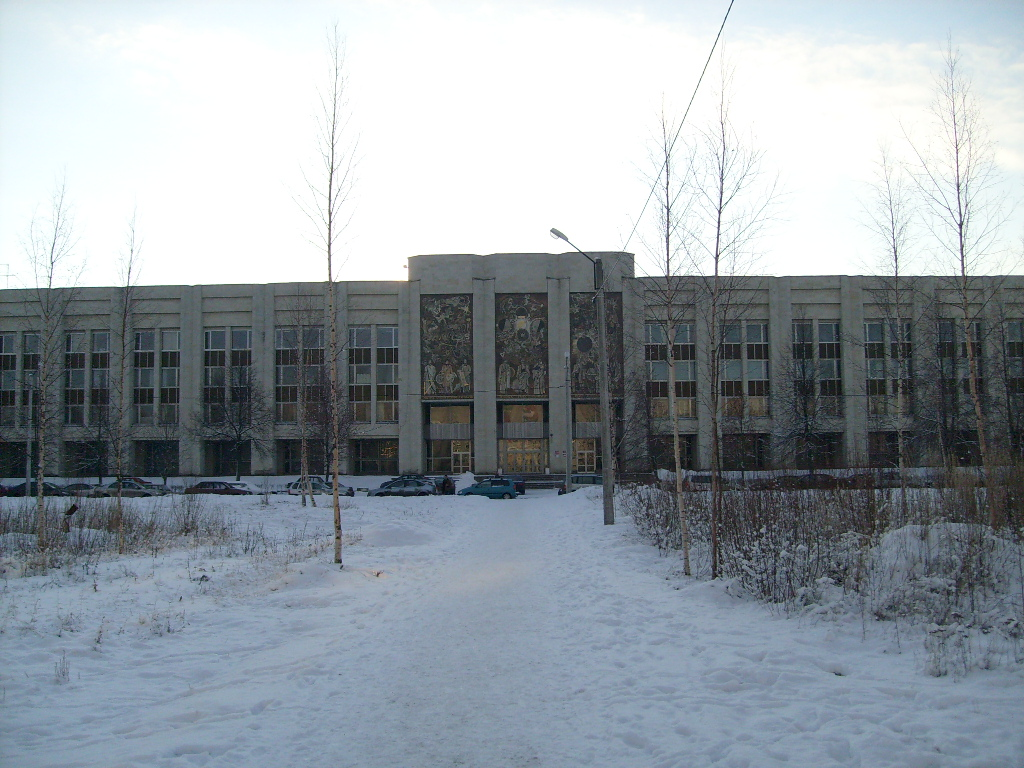
Здание математико-механического факультета

| Отделение математики                                    | Кафедра математического анализа                         |                     |
| Отделение математики                                    | Кафедра высшей алгебры и теории чисел                   |                     |
| Отделение математики                                    | Кафедра высшей геометрии                                |                     |
| Отделение математики                                    | Кафедра дифференциальных уравнений                      |                     |
| Отделение математики                                    | Кафедра математической физики                           |                     |
| Отделение математики                                    | Кафедра теории вероятностей и математической статистики |                     |
| Отделение прикладной математики                         | Кафедра вычислительной математики                       |                     |
| Отделение прикладной математики                         | Кафедра исследования операций                           |                     |
| Отделение прикладной математики                         | Кафедра прикладной кибернетики                          |                     |
| Отделение прикладной математики                         | Кафедра статистического моделирования                   |                     |
| Отделение прикладной математики                         | Кафедра теоретической кибернетики                       |                     |
| Отделение информатики                                   | Кафедра информатики                                     |                     |
| Отделение информатики                                   | Кафедра информационно-аналитических систем              |                     |
| Отделение информатики                                   | Кафедра системного программирования                     |                     |
| Отделение информатики                                   | Кафедра параллельных алгоритмов                         |                     |
| Отделение механики                                      | Кафедра теоретической и прикладной механики             |                     |
| Отделение механики                                      | Кафедра гидроаэромеханики                               |                     |
| Отделение механики                                      | Кафедра теории упругости                                |                     |
| Отделение механики                                      | Кафедра физической механики                             |                     |
| Отделение механики                                      | Отделение астрономии                                    | Кафедра астрофизики |
| Кафедра небесной механики                               | Отделение астрономии                                    |                     |
| Кафедра астрономии                                      | Отделение астрономии                                    |                     |
| Межфакультетская кафедра общей математики и информатики |                                                         |                     |

## Деканы[6]
- Белоглавек, Ольга Алоизиевна (1931—1932)
- Субботин, Михаил Фёдорович (1933—1941)
- Розе, Николай Владимирович (1942)
- Огородников, Кирилл Фёдорович (1942—1948)
- Еругин, Николай Павлович (1949)
- Горшков, Пётр Михайлович (1949—1951)
- Фаддеев, Дмитрий Константинович (1952—1954)
- Поляхов, Николай Николаевич (1954—1965)
- Валландер, Сергей Васильевич (1965—1973)
- Боревич, Зенон Иванович (1973—1984)
- Ермаков, Сергей Михайлович (1984—1988)
- Леонов, Геннадий Алексеевич (1988—2018)
- Разов, Александр Игоревич (2018—2022)
- и. о. Кустова, Елена Владимировна (2022 — н.в.)